# 徳島県立総合教育センター
徳島県立総合教育センター（とくしまけんりつそうごうきょういくセンター、英称：Tokushima Prefectural General Education Center）は、徳島県が設置する教育に関する研究及び教育関係職員の研修を行う機関である。

## 概要
徳島県立総合教育センターは徳島県における教育の充実を図ることにより、次代を担う人づくりを推進するとともに、徳島県民の生涯学習の振興に寄与するため、2004年前身の徳島県教育研修センターと徳島県情報処理教育センターを廃止して設置される。

## 所在地
- 徳島県立総合教育センター - 徳島県板野郡板野町犬伏字東谷1-7

## 事業
事業内容は下記の通りである。
1. 教育関係職員の研修に関すること
2. 教育に関する専門的、技術的事項の調査研究及び指導助言に関すること。
3. 教育に関する資料及び情報の収集及び提供に関すること
4. 教育相談に関すること
5. 情報教育の推進に関すること
6. 生涯学習の振興に関すること
7. その他センターの設置の目的を達成するために必要な事業を実施すること

## 沿革
- 1949年（昭和24年） 徳島県教育研究所を設置。
- 1957年（昭和32年） 徳島県教育研究所を廃止、徳島県立教育研究所を設置。
- 1969年（昭和44年） 徳島県立教育研究所を廃止、徳島県教育研修センターを設置。
- 1972年（昭和47年） 徳島県情報処理教育センターを設置。
- 2000年（平成12年） 教育情報ネットワークシステム運用を開始。
- 2004年（平成16年） 徳島県立総合教育センターを設置。徳島県教育研修センターと徳島県情報処理教育センターを廃止。
- 2008年（平成20年） 徳島県立総合大学校を設置。

## 組織
- 企画総務課
- 学校経営支援課
- 教職員研修課
- 特別支援・相談課
- 生涯学習課